# Laurence Grivot
Pour les articles homonymes, voir Grivot.
Scènes principales
Vaudeville, Gaîté,
Renaissance, Bouffes-Parisiens, Variétés, Odéon
Joséphine-Marie-Marthe Laurent, dite Laurence Grivot, est une actrice et chanteuse française, née  à Versailles le 29 avril 1843 et morte à By le 4 juin 1890.

## Biographie
Marie Laurent est la fille d’Adolphe Laurent, un employé à la direction des contributions directes de Versailles âgé de 31 ans, et de Louise-Clarisse Reinier, 18 ans.
Elle débute au théâtre des Batignolles en 1863 dans Le Petit Nicol d'Alfred Seguin puis est engagée, sous le nom de Mlle Laurence afin d'éviter l'homonymie avec une autre comédienne, au Vaudeville dans le rôle de Nicette de La Chercheuse d'esprit, opéra-comique de Charles-Simon Favart créé en 1741. Elle y a pour partenaire le jeune Pierre Grivot qu'elle épouse en 1866.
Couple à la ville comme à la scène — sauf quand Laurence endosse les habits de travestis dans lesquels elle excelle ! — Pierre et Laurence Grivot jouent ensemble de nombreuses pièces (Jobin et Nanette, Horace et Litine, La Famille Benoîton de Victorien Sardou…) jusqu'au départ de son mari pour la Gaîté en 1868. Elle continue à remporter seule de grands succès, apparaissant dans Les Brebis galeuses, Les Faux Bonshommes de Théodore Barrière, La Dame aux camélias d'Alexandre Dumas fils, Le Sacrifice d'Alphonse Daudet, Ménage en ville, Pourquoi l'on aime, La Chasse au bonheur, Le Mariage de Figaro de Beaumarchais…
Durant les événements de la Commune, elle rejoint son mari qui, palliant l'absence de directeur, parvient à faire fonctionner la Gaîté en y faisant représenter La Grâce de Dieu. Leurs efforts (en plus de jouer, il tient le contrôle alors qu'elle fait la quête dans la salle) se soldent par un bénéfice record pour cette période. La guerre finie, ils entreprennent une tournée en province avant de s'embarquer pour Le Caire où ils passent une saison en 1872 et 1873. 
Leur retour en France est placé sous le signe de l'opérette, genre pourtant « mineur » aux yeux de Laurence. Elle n'en devient pas moins une interprète régulière de Jacques Offenbach : La Permission de dix heures et La Jolie Parfumeuse à la Renaissance en 1873, Bagatelle et Madame l'Archiduc aux Bouffes-Parisiens en 1874 puis, après une grave maladie qui la tient deux ans éloignée de la scène, La Vie parisienne aux Variétés en 1877…
Mais son but est la Comédie-Française. Elle entre à l'Odéon en 1880 (Les Parents d'Alice, L'Institution Sainte-Catherine, Le Voyage à Dieppe…) puis passe au Gymnase en 1883 où elle enchaîne les seconds rôles : Monsieur le Ministre de Jules Claretie, Le Maître de forges d'après Georges Ohnet, Le Roman d'un jeune homme pauvre d'Octave Feuillet, Sapho d'après Daudet, L'Abbé Constantin de Ludovic Halévy, Le Bonheur conjugal…
Frappée d'« anémie cérébrale » lors des représentations de Paris fin de siècle, elle quitte la scène et meurt dans sa propriété de By en 1890, à l'âge de 47 ans, d'un cancer à l'estomac. Son mari, qui réduit dès lors son activité pour prendre finalement sa retraite en 1903, lui survit jusqu'en août 1912.